# Callicarpa cathayana
Espèce
Classification APG III (2009)
Callicarpa cathayana est une espèce de plantes à fleurs de la famille des Verbénacées ou, selon la classification phylogénétique, de la famille des Lamiacées. C'est un arbuste originaire de Chine.
Nom chinois : 华紫珠 .

## Description
C'est un arbuste pouvant atteindre 3 m de haut au maximum, au feuillage caduc.
Les feuilles sont lancéolées à elliptiques - de 4 à 8 cm de long sur 1,5 à 3 de large -, de couleur vert clair, aux nervures violines et au pétiole de 4 à 8 mm.
Les cymes portent de petites fleurs à corolle blanche-violette, en juin-juillet.
Les fruits, violacés, ont 2 mm de diamètre environ.
Le feuillage se colore de jaune, brun et rose à l'automne.

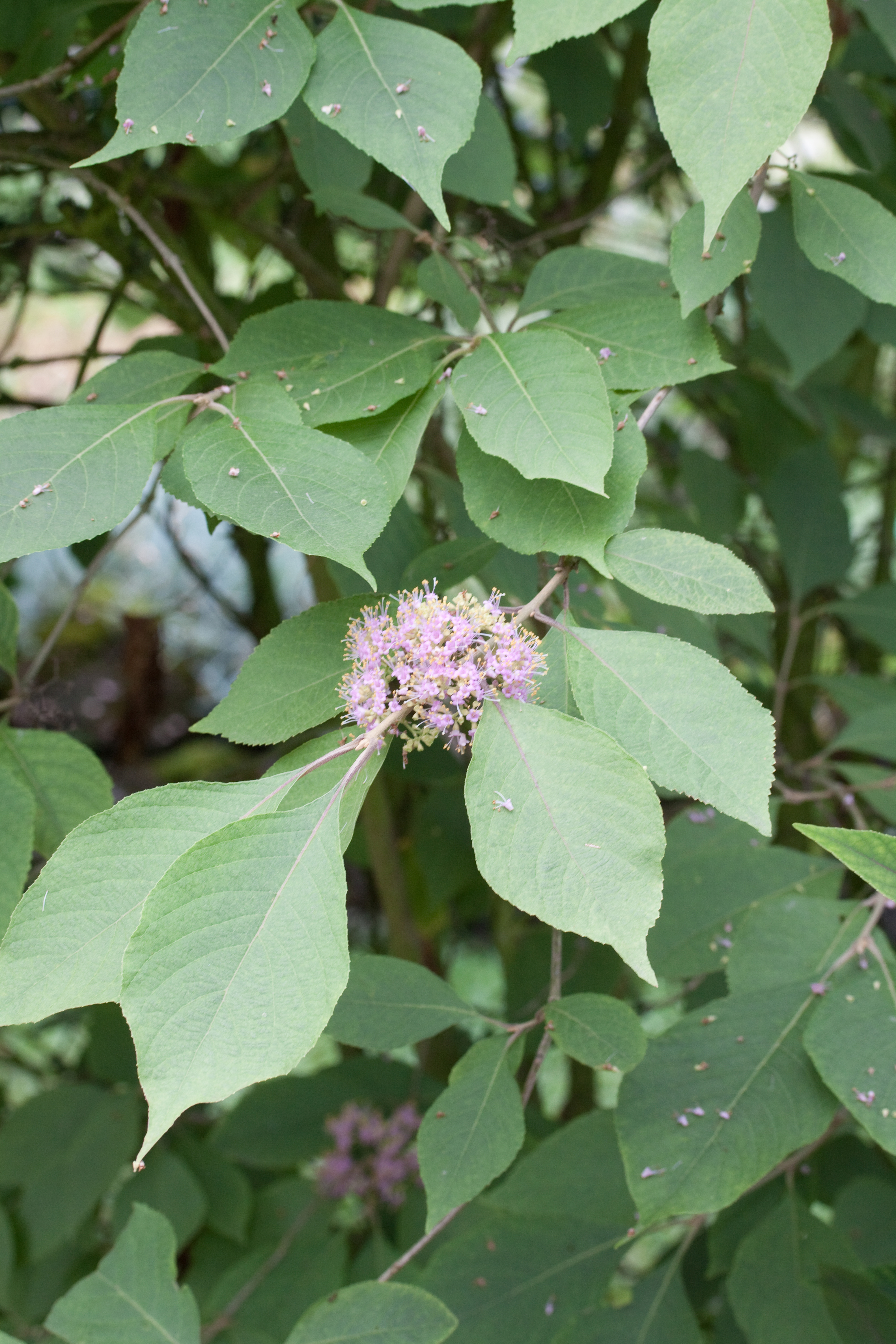
Floraison.
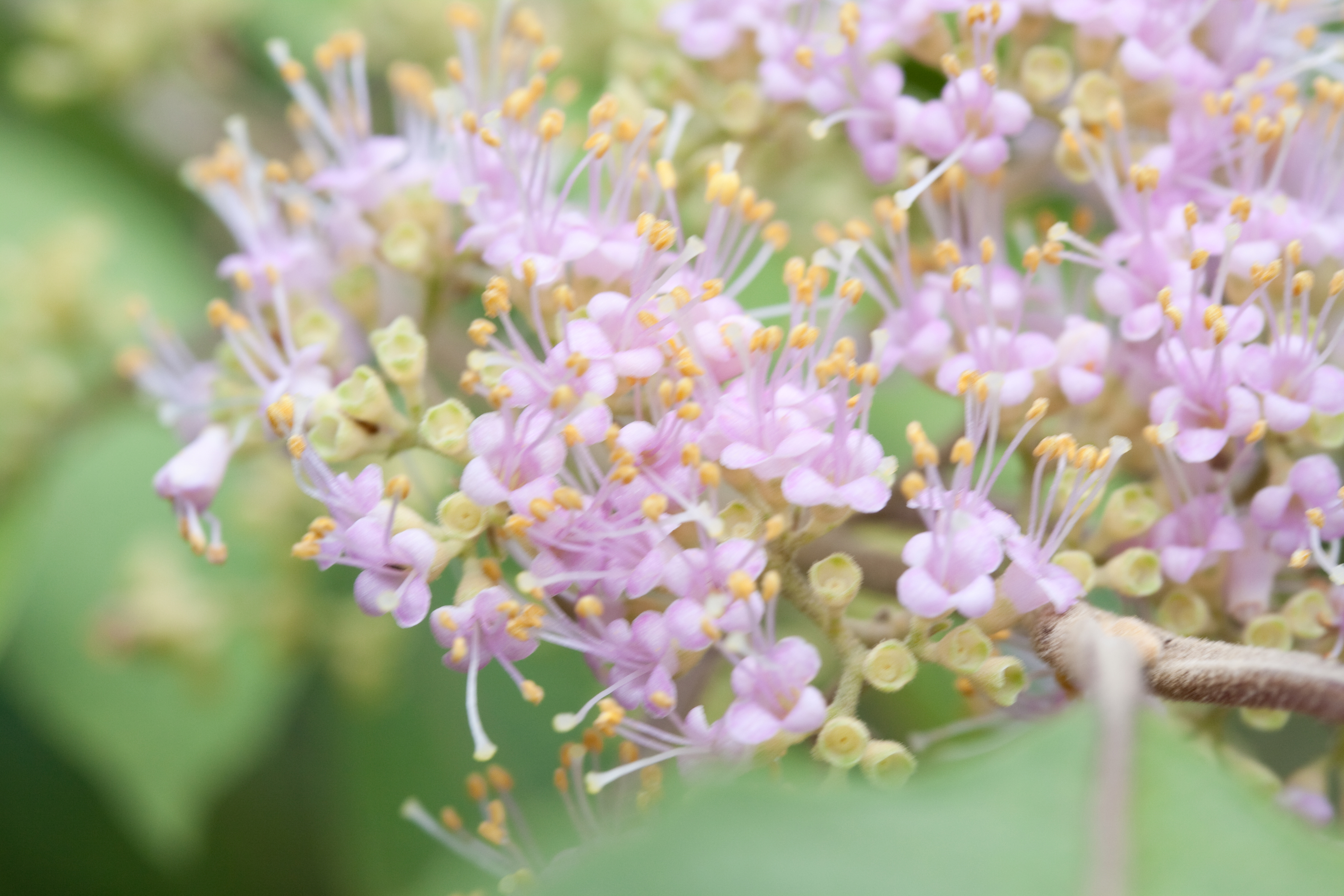
Fleurs.
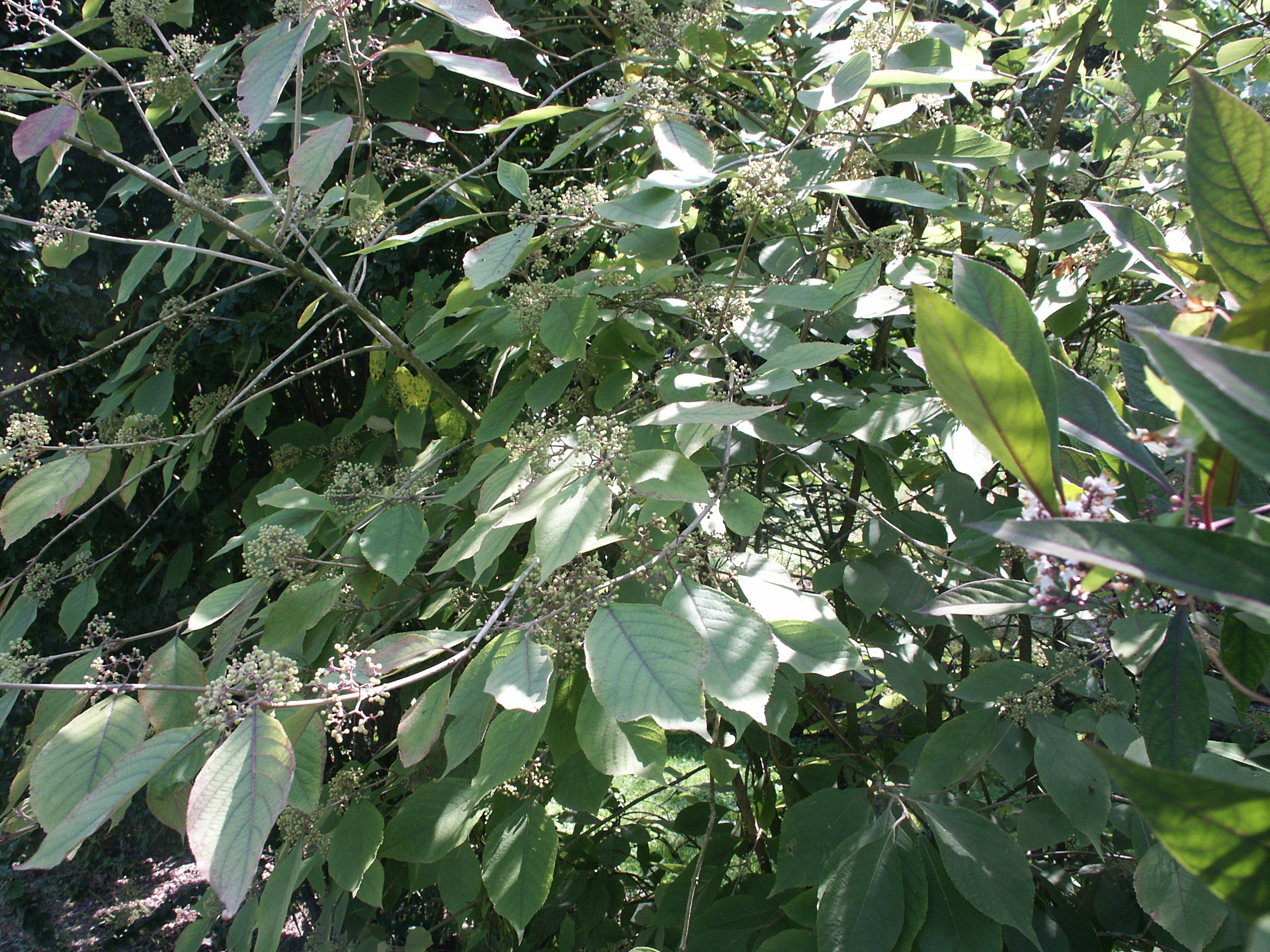
Début de floraison.
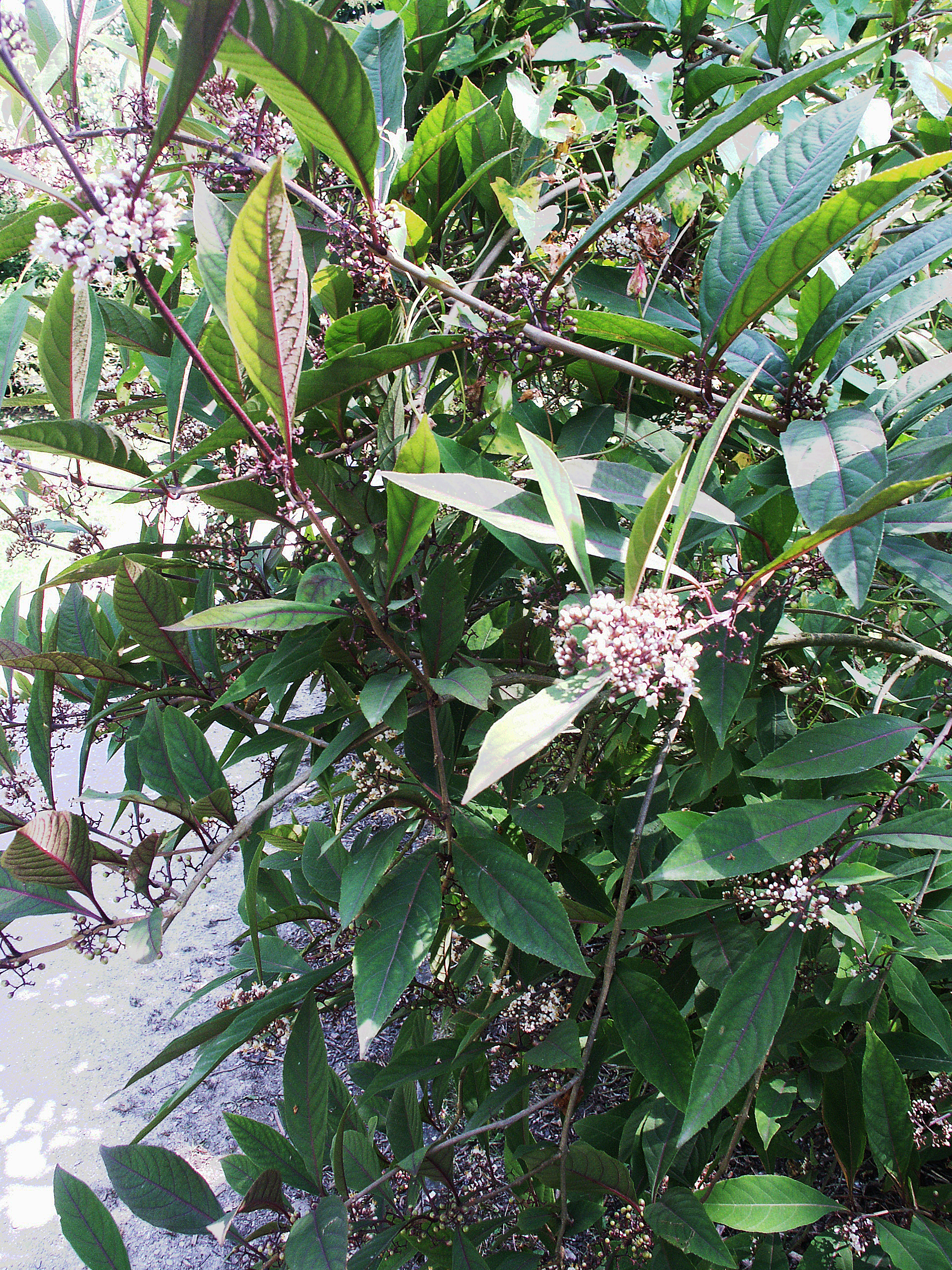
Inflorescences.

## Répartition et habitat
Cette plante est originaire du sud de la Chine : Anhui, Fujian, Guangdong, Guangxi, Henan, Hubei, Jiangsu, Jiangxi, Yunnan, Zhejiang.
Elle a comme habitat d'origine des forêts mixtes en moyenne montagne (en dessous de 1 200 m).

## Utilisation
Il s'agit d'un arbuste d'ornement, encore très peu répandu en France. Il résiste à des températures de −12 °C. Il est peu exigeant quant à la qualité du sol.